# Меморіал на горі Караул в Ростовській області
Меморіал на горі Караул у Ростовської області  (рос. Мемориал на горе Караул)  — єдиний в Росії пам'ятник «Слову о полку Ігоревім» знаходиться в околицях міста Біла Калитви.
- | Зовнішні зображення | Зовнішні зображення               |
| ------------------- | --------------------------------- |
|                     | Пам'ятник князю Ігорю і його раті |
|                     | Гора Караул.                      |

## Історія і опис
Історичною реліквією міста Біла Калитви курган Караул. Курган Караул входить в число Семи чудес Дону.
Курган названий Караул — горою з давніх часів, коли оселилися в цих місцях козаки на найвищій точці місцевості виставляли своїх спостерігачів, які при появі ворожих орд розводили багаття, димом попереджаючи всіх в окрузі про наближення ворога.
З вершини Караул-гори у Сокольих гір можна бачити межиріччя Калитвы і Швидкої, де 

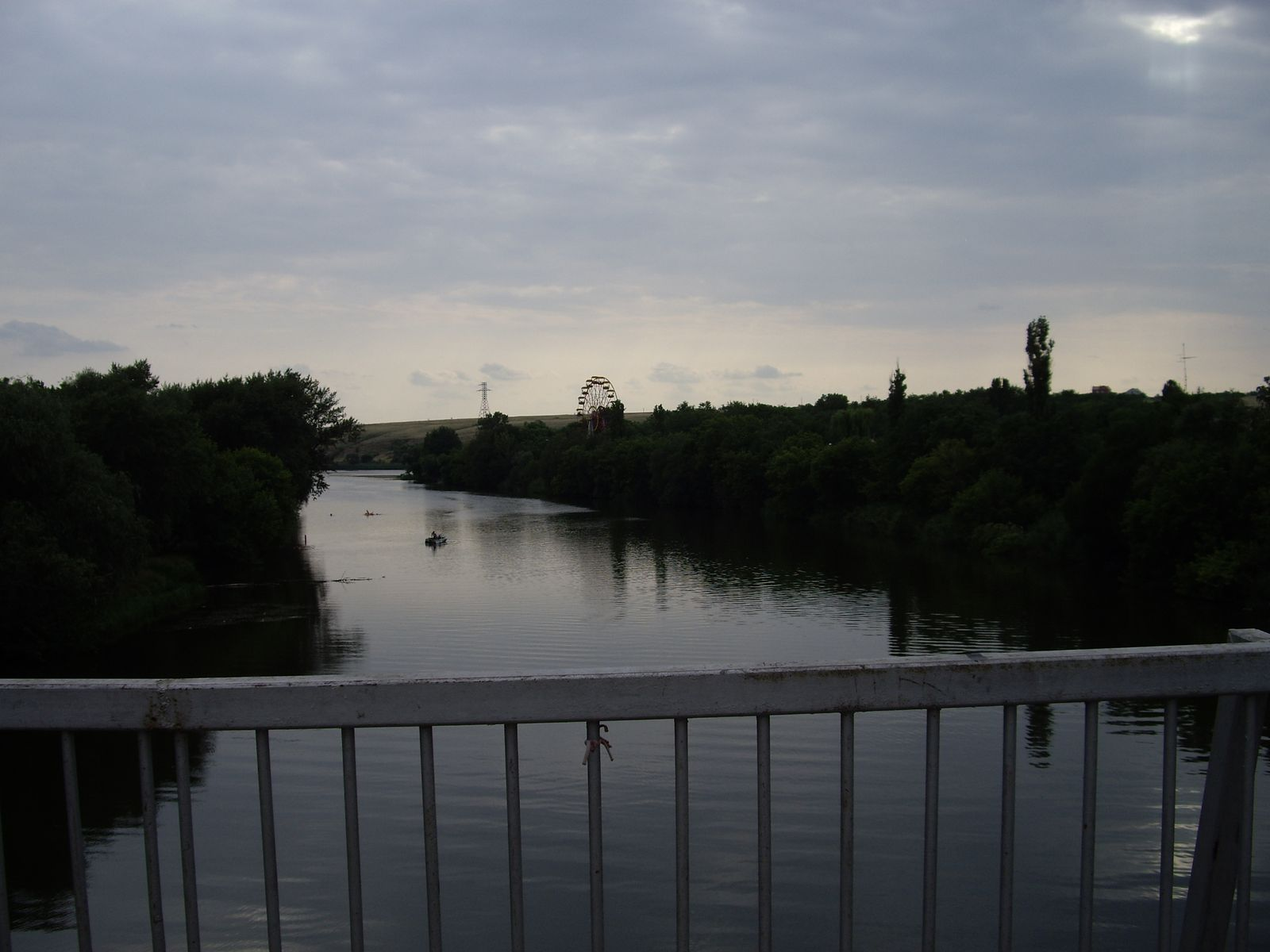
Річка Калитви в місті Біла Калитви. Вид на місце злиття з Сіверським Дінцем.

вважається, відбувалася битва з половцями, описана в «Слові о полку Ігоревім». Історики стверджують, що шлях зібраного князем війська пролягав через нинішній Донбас і завершувався на лівобережжі Сіверського Дінця — поблизу нинішнього міста Біла Калитви. Одні вчені вважають, річка Швидка, в ті роки була повноводною, і є та сама легендарна Каяла. На думку інших, Каялой треба вважати річку Біла Калитви.
Але, як би там не було, в травні 1970 року на Караул-горі (горі Караул) в пам'ять про легендарного битві був встановлений єдиний у світі пам'ятник російським воїнам князя Ігоря. На меморіальній табличці написано: «Воїнам Ігоревим раті — хоробрим русичам 1185 рік», присвячений 775-річчю «Слову о полку Ігоревім». Монумент являє собою кам'яну брилу вагою в 17 тонн з карельського діабаза. Обеліск спочиває на залізобетонному фундаменте, прихованому могутнім насипним пагорбом. Під 3 метрової темно — сірої брилою, у спеціальній ніші, замуровані капсули із землею з Київа й Путивля, Новгорода-Сіверського та Трубчевську, Рильську та Курська, тобто з усіх міст, чиї дружинники склали Ігоревім рать. Ці капсули доставили сюди перед відкриттям пам'ятника учні школи селища Шолоховського Білокалитвинського району, члени шкільного наукового співтовариства.
З липня 1975 року гора Караул взята під охорону як державний пам'ятник природы.

## Фестиваль «Каяльские читання»
Щорічно в травні в околицях хутора Погорєлов Білокалитвинського району проходить міжнародний історико-літературний фестиваль «Каяльские читання» з оглядом військово-історичних російських клубів, які представляють епоху російського середньовіччя.
- | Зовнішні зображення | Зовнішні зображення           |
| ------------------- | ----------------------------- |
|                     | Фестиваль "Каяльские читання" |
|                     | "Військовий огляд".           |

Сьогодні це, можливо, єдиний «військовий огляд» в Росії, присвячений літературному пам'ятнику. Такий яскравий фестиваль вже який рік включається в календар туристичних подій Ростовської області.